# 皮尔斯伯里号护航驱逐舰
皮尔斯伯里号护航驱逐舰（英語：USS Pillsbury，舷号：DE-133），是美国海军于第二次世界大战期间建造的一艘埃德索尔级护航驱逐舰，其舰名取自美西战争期间的约翰·E·皮尔斯伯里海军少将。二战中，皮尔斯伯里号主要执行反潜和护航任务，其先后参加多次战斗，为俘获U-505号潜艇、击沉U-515号潜艇和U-546号潜艇作出了贡献。
皮尔斯伯里号由埃尔西·G·理查森（Elsie G. Richardson）女士冠名，于1942年7月18日在德克萨斯州奥兰治联合钢铁厂铺设龙骨，随后于次年1月10日下水。1943年6月7日，皮尔斯伯里号正式服役，交由威廉·亨利·帕克（William Henry Parker）少校指挥。

## 设计与装备
埃德索尔级护航驱逐舰的设计与巴克利级护航驱逐舰类似，均采用长船体并建有较高的舰桥。该级护航驱逐舰配备3英寸（76毫米）50倍径单装主炮，后续曾计划更换为5英寸（127毫米）38倍径主炮，但最终没有实际执行。该级护航驱逐舰由4台费尔班克斯-莫尔斯38D8-1/8-10内燃机提供动力，总功率最高可达6000匹马力，最高航速21节。其燃料舱可携带312吨重油，在12节航速下航程可达11000海里。此外，该级舰船还配备有较完善的侦查搜索系统，包括SL或SU水面雷达、SA对空雷达、QC声呐系统以及用于监听潜艇无线电的HF/DF天线。

## 服役历史
完成试航调整后，皮尔斯伯里号即被任命为第4护航分队旗舰，护送船团前往卡萨布兰卡和直布罗陀，随后她被调往第21.12特混舰队，与瓜达尔卡纳尔号护航航空母舰及其他4艘护航驱逐舰一同组成猎潜大队，沿航线寻找敌军潜艇踪迹。
1944年4月8日夜，瓜达尔卡纳尔号的飞机发现了正在水面航行的U-515号潜艇并随即发动攻击，U艇迅速进行深潜以规避袭击。皮尔斯伯里号和弗莱厄蒂号护航驱逐舰迅速赶往现场，在使用声呐探测后以刺猬炮进行攻击。U-515号在受到护航驱逐舰和反潜飞机投下的深水炸弹爆炸波及后被迫上浮，但还是使用鱼雷进行了反击。短暂交火后，U-515号潜艇被击沉，包括艇长在内的6名军官和57名船员被俘。
1944年6月4日，舰队在距佛得角约100英里处使用声呐侦测到一艘尝试袭击瓜达尔卡纳尔号的U艇，皮尔斯伯里号、詹克斯号、查特拉因号3艘护航驱逐舰迅速前往展开攻击。在野猫战斗机的协助下，U-505号潜艇很快遭到重创，其艇长下令弃船。在救起58名德军幸存者后，一支由皮尔斯伯里号船员组成的小队在阿尔伯特·勒罗伊·大卫中尉的带领下登上已经空无一人的潜艇，他们从指挥塔进入后迅速拆除了用于自沉的定时炸弹、关闭水密门并堵上漏水点，成功阻止潜艇沉没。随后，瓜达尔卡纳尔号的工程师也登上潜艇进行抢修，使其完全浮出水面。最终，U-505号被拖曳至2500英里外的百慕大，其内部的密码本帮助盟军情报人员能够在特定情况下定位U艇的部署区域，这也是1815年后美国海军首次在公海俘获敌军战船。皮尔斯伯里号因此获得总统单位表彰，大卫中尉获得荣誉勋章，2名登船队员获得海军十字勋章，其余9名参与登船的船员获得银星勋章。

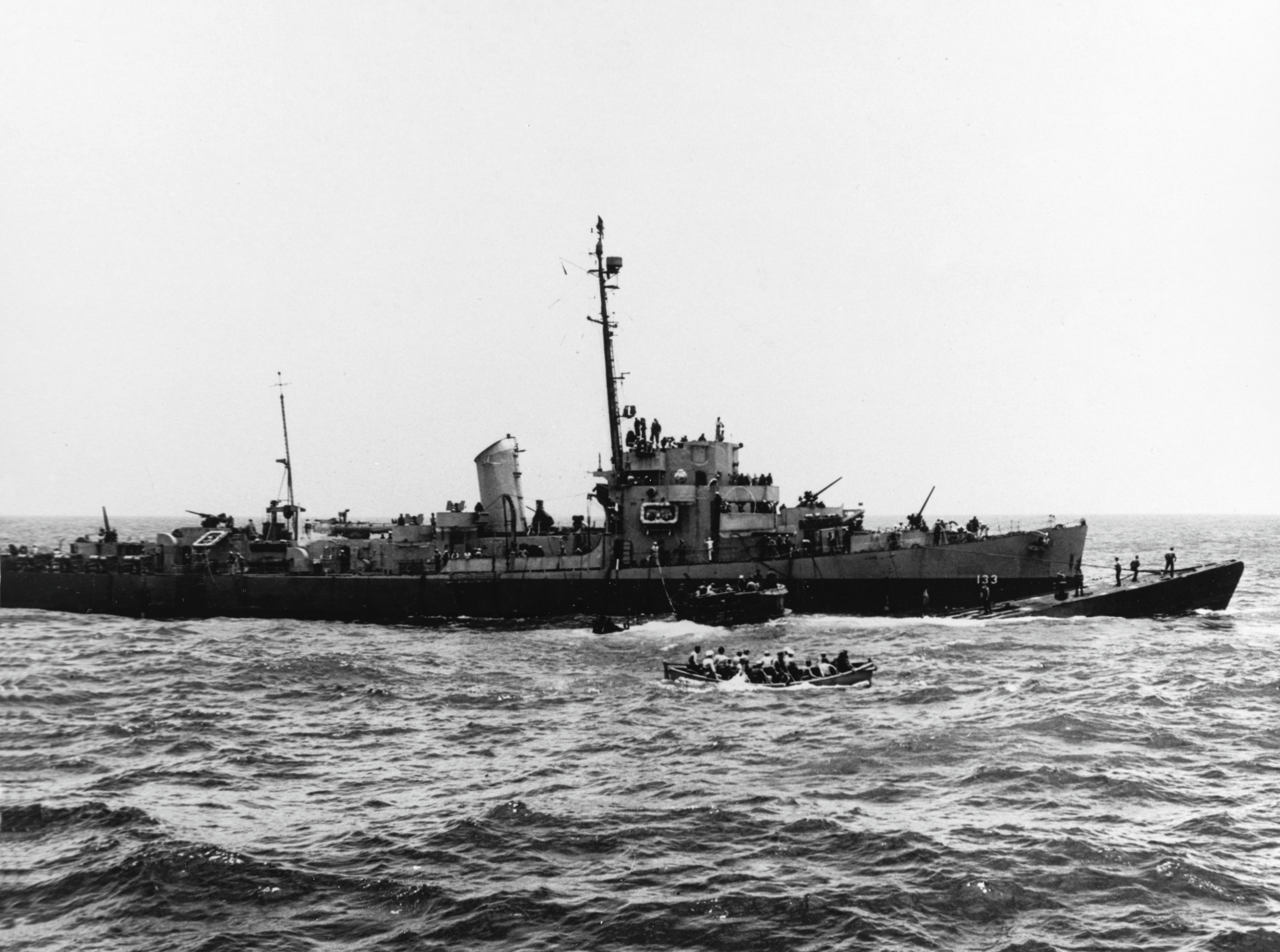
皮尔斯伯里号和尚未完全浮起的U-505号潜艇

1945年4月24日清晨，皮尔斯伯里号所属第22.7.1特混舰队遭到U-546号潜艇袭击，队内弗雷德里克·C·戴维斯号护航驱逐舰被击沉，舰队随即开始追击U-546号并于当天傍晚将其击沉。德国无条件投降后，皮尔斯伯里号与波普号护航驱逐舰一同前往大西洋中部接受U-858号潜艇投降，随后将其护送至新泽西州开普梅。
1947年，皮尔斯伯里号退役，转入美国海军预备舰队。1954年6月，她被转移至费城海军船坞并于8月改造为雷达哨戒驱逐舰，舷号DER-133。1955年3月15日，皮尔斯伯里号再次服役，在完成试航训练后，她前往罗德岛州纽波特执行雷达监控任务。1957年至1960年，她作为哨戒船7次前往大西洋中部、5次前往纽芬兰阿真舍，此外她还曾到访过朴茨茅斯、勒阿弗尔、萨默赛德、直布罗陀等地。1960年6月20日，皮尔斯伯里号再次退役并于1965年7月1日从美国海军除籍。1966年，该舰被出售拆解。

## 荣誉
皮尔斯伯里号在其服役期间所获荣誉如下：
|  |             |  |
|  | Silver star |  |

| 战斗行动奖章 （追授） | 总统单位表彰 |

| 美国战役奖章 | 欧洲-非洲-中东战役奖章 （5枚战斗之星） | 第二次世界大战胜利奖章 |

## 历任舰长
| 姓名       | 译名                     | 军衔 | 任职时间                  |
| ---------- | ------------------------ | ---- | ------------------------- |
|            | 威廉·亨利·帕克           | 少校 | 1943年6月7日              |
|            | 乔治·华盛顿·卡斯尔曼     | 少校 | 1943年12月22日            |
|            | 亨利·希尔斯              | 少校 | 1945年7月31日             |
|            | 菲利普·F·鲁斯            | 少校 | 1945年10月3日             |
|            | 弗朗西斯·L·戴尔          | 中尉 | 1946年1月15日             |
|            | 丹尼尔·维克托·詹姆斯     | 少校 | 1946年5月16日             |
|            | 亚历山大·尼布洛克        | 中尉 | 1947年4月1日-1947年5月1日 |
|            | 汉福德·桑顿·克鲁瑟三世   | 中校 | 1955年3月15日             |
|            | 阿尔弗雷德·温斯洛·哈蒙   | 少校 | 1956年8月10日             |
|            | 罗伯特·斯泰尔斯·哈沃德   | 少校 | 1958年8月3日              |
|            | 罗伯特·埃米特·菲茨杰拉德 | 少校 | 1959年8月1日              |
|            | 丹尼尔·约瑟夫·卡斯特罗   | 少校 | 1960年1月-1960年6月20日   |
| 参考文献： |                          |      |                           |